# پیروس سوتیریو
پیروس سوتیریو (یونانی: Πιέρος Σωτηρίου؛ زادهٔ ۱۳ ژانویهٔ ۱۹۹۳) بازیکن فوتبال اهل قبرس است.
از باشگاه‌هایی که در آن بازی کرده‌است می‌توان به باشگاه فوتبال آپوئل و باشگاه فوتبال کپنهاگن اشاره کرد.